# Kolonia Borek
Kolonia Borek – wieś w Polsce, położona w województwie śląskim, w powiecie częstochowskim, w gminie Poczesna.
W latach 1975–1998 Kolonia Borek administracyjnie należała do województwa częstochowskiego.
Przed 2023 r. miejscowość była częścią wsi Zawodzie.

## Historia
Folwark Borek pojawia się w zapisach ksiąg parafii w Poczesnej w 1793 roku. W Królestwie Polskim folwark Borek wchodził w skład dóbr rządowych ekonomii Poczesna, jednej z pięciu w regionie częstochowskim. Ukazem carskim z dnia 4 listopada 1841 roku część ekonomii razem z folwarkiem Borek została nadana prawem majoratu rosyjskiemu generał-lejtnantowi artylerii Michałowi Sobolewowi. W 1854 roku folwark miał powierzchnię 402 mórg. Po zmarłym w 1866 roku generale Sobolewie majorat odziedziczył jego syn Michał, a po nim jego siostra księżna Eliza Teniszew. Na mocy ustawy z 25 lipca 1919 r. majoraty przeszły na własność Skarbu Państwa.
Wieś Borek, obecnie Kolonia Borek leży w Częstochowskim Obszarze Rudonośnym i przez prawie cały XX wiek była ważnym ośrodkiem tego obszaru. W miejscowości znajdowała się siedziba Towarzystwa Akcyjnego Zakładów Hutniczych "Huta Bankowa" w Poczesnej.
Huta była zarządzana przez Austriaków. W 1908 roku przeszła na własność Francuskiego Towarzystwa Anonimowego. W 1918 roku zarząd przeszedł w ręce Polaków. Następnie z powodu trudności finansowych wszystkie akcje wykupił największy francuski zakład metalurgiczny Schneider & Cie. Dyrektorem towarzystwa był Ludwik Hennequin, który w Kolonii Borek miał swój pałac nad rzeką Wartą. W okresie międzywojennym zakład zatrudniał 1452 pracowników pracujących w 19 kopalniach. W latach 1931–36 z powodu kryzysu finansowego towarzystwo nie funkcjonowało. W roku 1963 Przedsiębiorstwo Kopalni Rud Żelaza "Osiny" zatrudnionych było 4985 pracowników. W ramach przedsiębiorstwa funkcjonowały duże kopalnie jak: "Tadeusz I", "Tadeusz II","Teodor", "Dębowiec" czy "Szczekaczka". Kopalnie połączone były siecią linii kolejek wąskotorowych. Dowoziły one pracowników, jak i przewoziły rudę, m.in. do pobliskiej Huty Częstochowa. Zakład przyczynił się do rozwoju regionu, budował szkoły, przedszkola, obiekty sportowe (w gminie Poczesna i Huta Stara B). W roku 1985 zakład upadł, zlikwidowano przemysł wydobywczy, zamknięto kopalnie, tory linii wąskotorowych rozebrano. Przy przedsiębiorstwie w latach sześćdziesiątych XX wieku funkcjonowały Zakłady Mechaniczne. Na bazie upadającego przedsiębiorstwa, powstało Przedsiębiorstwo Budowy Maszyn, produkujące popularne w latach 70, 80 i 90. "osinobusy". Były to pojazdy brygadowe produkowane w Nowej Wsi na podwoziu marki "Star" sprowadzanym ze Starachowic. Przedsiębiorstwo produkowało wszelkiego rodzaju pojazdy specjalne. Od 1992 roku produkcję pojazdów specjalnych prowadzi PPHU "Osiny" SC.
W 2010 roku miejscowość została nawiedzona przez powódź w wyniku wylania rzeki Warty.

## Parafia rzymskokatolicka
Parafianie wyznania rzymskokatolickiego podlegają pod parafię św. Jana Chrzciciela w Poczesnej.

## Galeria

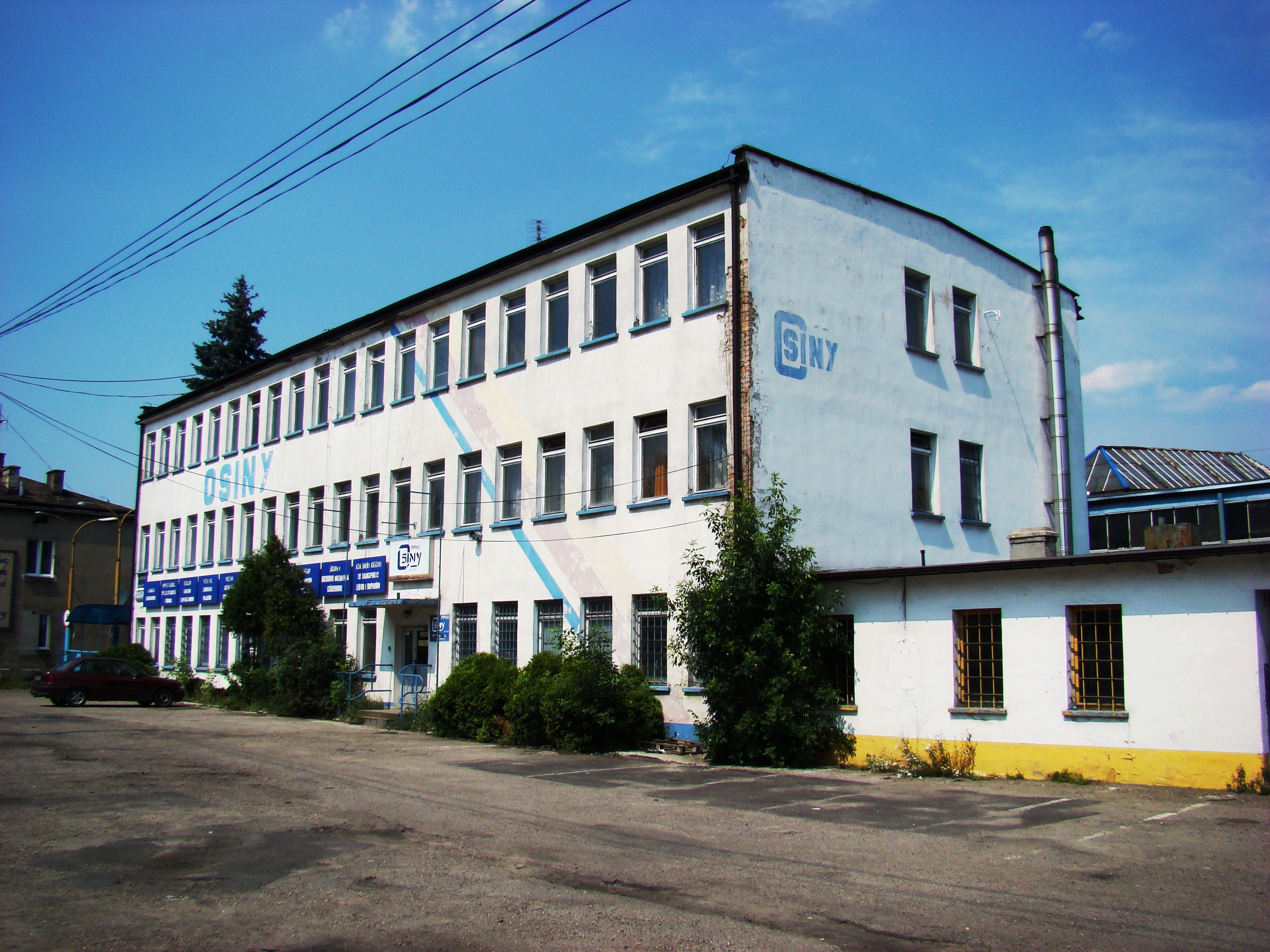
Biurowiec PPHU "Osiny" S.C.
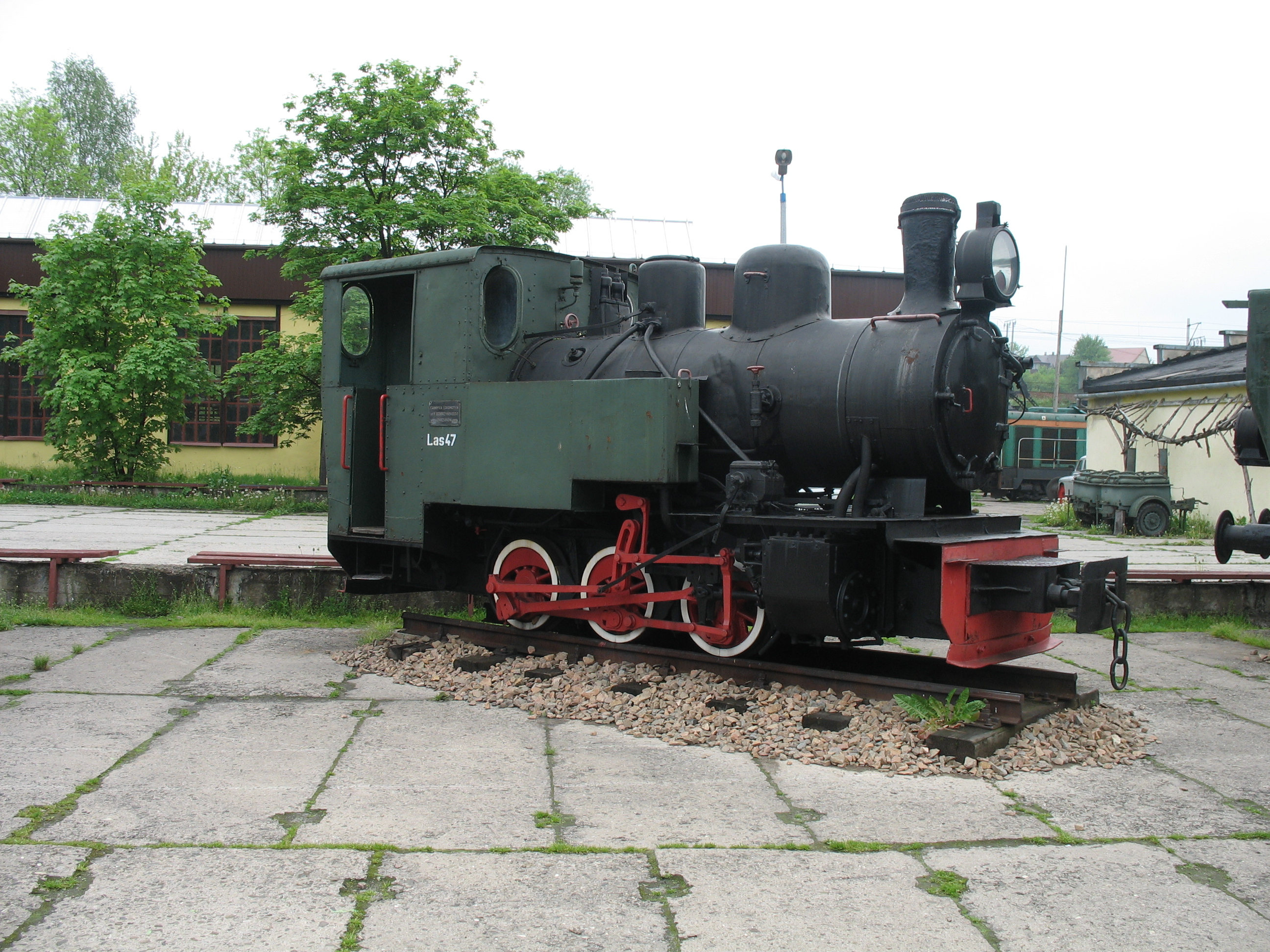
Parowóz Las47 kolei wąskotorowej Kopalni Rud Żelaza "Osiny" w Poraju z 1956 roku w skansenie w Chabówce
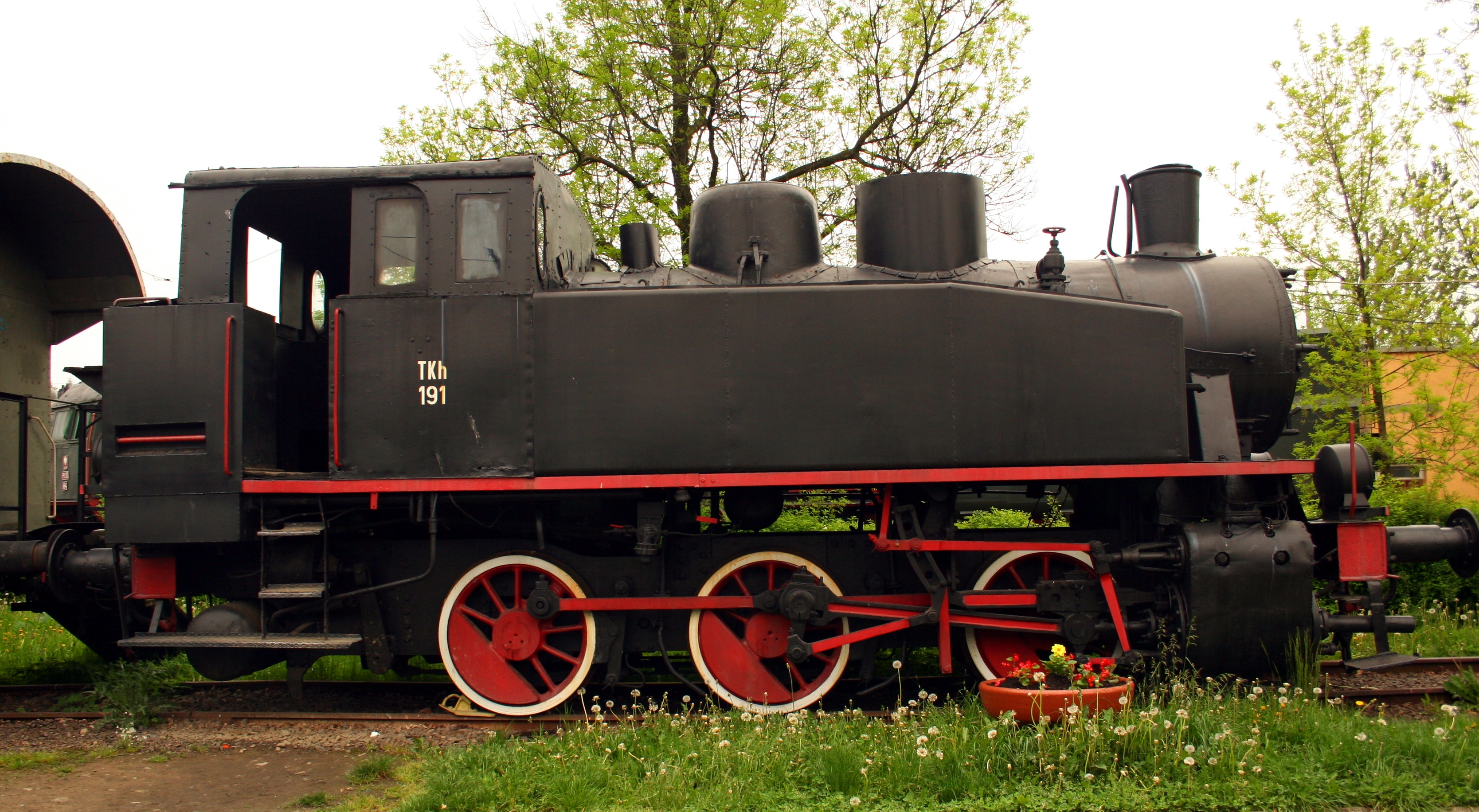
Parowóz TKh 0175 na kolej normalnotorową z 1957 roku służący w ZGH Sabinów, od 1975 roku w KRŻ Osiny. W Od 1998 roku stanowił ekspozycję na dworcu kolejowym w Bielsku-Białej. Obecnie znajduje się w skansenie w Chabówce